# Кашино (Грязовецький район)
Ка́шино (рос. Кашино) — присілок у складі Грязовецького району Вологодської області, Росія. Входить до складу Ком'янського сільського поселення.

## Населення
Населення — 10 осіб (2010; 12 у 2002).
Національний склад (станом на 2002 рік):
- росіяни — 100 %